# Cimetière militaire de la colline Sant'Elia
Le cimetière militaire de la colline Sant'Elia ou cimitero degli Invitti della terza armata (lit. « cimetière des Invaincus — ou des Invincibles — de la troisième armée ») est un cimetière militaire situé à Fogliano Redipuglia, sur une hauteur de la colline Sant'Elia. Construit en 1923 comme premier sanctuaire militaire monumental après la fin de la Première Guerre mondiale, il fut quasiment dépossédé de sa fonction avec l'inauguration en 1938 du cimetière militaire de Redipuglia contigu.

## Histoire
Le cimetière des Invitti della terza armata naît comme première nécropole militaire dans la zone Fogliano Redipuglia après les événements de la Première Guerre mondiale. Le sanctuaire est conçu par le général Giuseppe Paolini (it) et projeté par le colonel Vincenzo Paladini de l'Office central du COSCG (Cura e Onoranze delle Salme dei Caduti in Guerra, lit. « soins et honneurs aux dépouilles mortelles des tombés à la guerre »), organisme dont le siège est à Udine et qui sera également chargé, entre autres, de la réalisation de l'ouvrage sur la hauteur face à la colline Sant'Elia, un lieu âprement disputé durant le conflit. Le chantier est terminé en 1923. La consécration officiée par l'évêque Angelo Bartolomasi (it) en présence de Benito Mussolinia lieu à la date symbolique du 24 mai de cette même année, en souvenir de la date de l'entrée en guerre de l'Italie. La nécropole, à l'inauguration, compte 30 000 corps, parmi lesquels plus de 400 officiers, exhumés des cimetières de guerre des alentours ou récemment désensevelis des champs de bataille. 
La structure funéraire de la colline Sant'Elia était pourtant, du fait de sa configuration, déjà exposée aux détériorations. Les dépouilles mortelles, les bornes funéraires, les restes du matériel du guerre subissaient l'offense des intempéries. Pour y remédier, le cimetière fut, au début des années 1930, l'objet d'importants travaux au centre d'un projet de restructuration : les pierres sèches furent remplacées par de solides constructions, les corps identifiés furent déposés dans des compartiments en fibrociment et les noms furent sculptés pour éviter la décoloration. Il s'agissait cependant de solutions provisoires, dans une période où de nouvelles exigences s'annonçaient. Il devenait nécessaire de régler la question des nombreux cimetières dispersés un peu partout, au pied du Carso, sur le vallon ou sur le haut plateau, lors de la décennie précédente, en transférant les corps en un unique et immense ossuaire. Élément non négligeable, le régime fasciste entendait utiliser le culte des morts de la Grande Guerre à des fins d'éducation nationale. L'intention des autorités fascistes était de transformer Redipuglia en un centre national de la nécrolatrie guerrière, encore plus évidemment que dans les autres grands sanctuaires qui étaient en train d'être aménagés ou planifiés, sur la base d'un même projet politique autour des champs de bataille « sacrés de la Patrie ».
La solution définitive fut trouvée dans la construction de l'immense cimetière militaire de Redipuglia, commencée en 1936 et terminée deux ans après sur la hauteur opposée à la colline Sant'Elia. La quasi-totalité des corps conservés au cimetière des Invitti y fut transférée et le sanctuaire perdit notablement de son importance.

## Structure
Le sanctuaire se voulait représenter une figuration emblématique du sacrifice national mais il se posait déjà comme un lieu d'attraction pour le tourisme guerrier. La structure du lieu possédait une grande originalité et offrait un facile impact émotionnel visuel. Hauteur située en face du haut-plateau carsique, la colline Sant'Elia avait été pratiquement sculptée par la création de sept corniches concentriques, comme des allusions aux girons du Purgatoire dantesque, dont le développement atteignait une longueur linéaire de 22 kilomètres. Les corniches étaient espacées par l'immenses allées, elles aussi descendant en éventail. Le sommet du coteau, nivelé pour former une vaste esplanade, avait en son centre un obélisque en forme de phare dont la base était une chapelle votive. Les sépultures étaient placées dans la structure paysagée de manière à reproduire, dans la sérialité et l'ordre d'un cimetière, le hasard de la mort. Le cimetière exprimait de fait un concept particulier du souvenir, fondé sur la proximité de l'expérience de la guerre et d'un vigoureux rapport avec le contexte du territoire.
Venaient compléter l'artificielle reproduction du théâtre des combats une forêt de bornes funéraires, d'objets personnels, d'ustensiles, d'armes en ruine, de projectiles, le tout enchevêtré de fils de fer barbelés. Il y avait à cet égard une contiguïté sémantique avec les tumulus spontanés propres aux cimetières improvisés des périodes de guerre : les soldats honoraient la mémoire de leurs frères d'armes avec des tas de pierres surmontées de croix construites avec des douilles, du fil de fer et autres pièces. Même les plaques et les épigraphes sur les tombes voulaient rappeler, au travers de rimes familières dues en grande partie à l'inventivité du major Giannino Antona-Traversi (it), véritable éditeur du cimetière, le vécu guerrier le plus modeste, les fonctions les plus humbles, les objets apparemment les plus négligés, l'effort humain et matériel pour la victoire. Dans beaucoup de cas, les affects les plus profonds des soldats se trouvaient corrélés à la vertu du sacrifice de soi. L'amour filial pour la mère était le sentiment le plus évoqué. Il est écrit sur la tombe de deux soldats inconnus : « Mamma, sii forte: deve il patrio amore tramutare in orgoglio il tuo dolore! » ; « Mamma mi disse: «Và!» ed io l'attendo qua ».

## Quelques inscriptions sur les bornes funéraires
| Texte italien Aviatori « Or non più batte che l'ala del mio sogno. » Bersaglieri « I più veloci a trasformarsi in croci. » Bersaglieri ciclisti « La mia ruota in ogni raggio è temprata dal coraggio e sul cerchio in piedi splende la fortuna senza bende. » Pontieri « E il Duca a lui: "Caron non ti crucciare: sono i miei fanti vanno per altra via ad altra piaggia e più non dimandare. » Del Maggiore Giovanni Riva e di suo figlio Alberto Riva di Villasanta (medaglia d'oro) « Guardami il petto, Babbo e dimmi: sei contento? Alberto più che mai tuo padre ora mi sento! Ma la povera mamma rimasta così sola? Un'altra Madre, Italia, di noi la riconsola! » Di un ufficiale sconosciuto « Seppero il nome mio gli umili fanti, quando balzammo insieme al grido: "Avanti! » Di un soldato sconosciuto « Passasti tra le genti come il piccolo Fante, ed ora dalla fossa rimbalzi a noi gigante! » Di un soldato ignoto « Che t'importa il mio nome? Grida al vento: Fante d'Italia! E dormirò contento. » Di soldati ignoti « Mamma mi disse: Va! ...e io l'attendo qua. » « Vento del Carso, tu che sai il mio nome, bacia mia madre sulle bianche chiome. » « Povera mamma mia: riasciuga il pianto! Tu non mi vedi eppur ti sono accanto. » Filo spinato « Non questi fili ruggin colora: del nostro sangue son vermigli ancora. » Mazze ferrate « Armi novelle di barbaria antica: tutto sfogò su noi l'ira nemica! » Gavetta « Fida gavetta mia, pace anche a te quassù! Ora se non sei colma, io non borbotto più. » | Traduction littérale Aviateurs « Désormais ne bat plus que l'aile de mon rêve. » Bersagliers « Les plus rapides à se transformer en croix. » Bersagliers cyclistes « Ma roue dans chaque rayon est trempée de courage Et sur la jante resplendit la fortune sans bandeau. » Pontonnier « Et le Duc à lui : « Caron ne t'inquiète pas : ce sont mes fantassins Ils vont par une autre voie vers une autre rive et ne demande rien de plus. » Du Major Giovanni Riva et de son fils Alberto Riva di Villasanta (medaille d'or) « Regarde ma poitrine, Papa et dis-moi : es-tu content ? Alberto plus que jamais ton père aujourd'hui je me sens ! Mais ta pauvre mère restée seule ? Une autre Mère, Italia, de nous la console ! » D'un officier inconnu « Ils surent mon nom mes humbles fantassins, quand nous sautâmes ensemble au cri de : « Avanti ! » D'un soldat inconnu « Tu passas entre les gens comme le petit fantassin, et maintenant de la fosse ricoche vers nous géante ! » D'un soldat inconnu « Que t'importe mon nom ? Crie au vent : Fantassin d'Italie ! Et je dormirai content. » De soldats inconnus « Maman m'a dit : Va ! ... et moi je l'attends là. »" « Vent du Carso, toi qui sais mon nom, embrasse ma mère sur ses blancs cheveux. » « Ma pauvre maman : sèche tes pleurs ! Tu ne me vois pas et pourtant je suis à tes côtés. » Fil de fer « Ils ne sont pas couleur de rouille ces fils : De notre sang ils sont encore vermeils. » Masse d'arme « Armes nouvelles de barbarie antique : Toute la colère ennemie s'exhala sur nous ! » Gamelle « Ma fidèle gamelle, paix à toi aussi la-haut ! Maintenant si tu n'es pas pleine je ne bougonne plus. » |